# John Robertson Henderson
John Robertson Henderson (Melrose, 21 maggio 1863 – Edimburgo, 26 ottobre 1925) è stato uno zoologo e antiquario britannico.
Dal 1886 al 1911 fu professore di zoologia al Collegio Cristiano di Madras, in India. Dal 1911 al 1919 fu sovrintendente del Museo Governativo della stessa città.

## Biografia
Figlio di Edward Henderson, studiò presso il Dulwich College e la Dollar Academy. Successivamente studiò medicina all'università di Edimburgo, dove si laureò.
Nel 1918 venne nominato membro dell'Ordine dell'Impero indiano (CIE) e nel 1923 membro della Royal Society di Edimburgo. Tra i suoi proponenti vi furono Arthur Crichton Mitchell, James Hartley Ashworth, D'Arcy Wentworth Thompson e James Ritchie.
Morì a Edimburgo il 26 ottobre 1925. Fu seppellito nel cimitero di Dean, nella parte occidentale della stessa città.

## Tributi
- Hendersonida (Cbezas & Macpherson), 2014

## Vita privata
Nel 1921, all'età di 58 anni, sposò Elizabeth Adie: la coppia non ebbe figli.